# 고쓰정
고쓰정(江津町)은 시마네현의 서부, 나카군에 속해있던 정이다. 현재의 고쓰시에 해당한다.